# Jonathan Keltz
Jonathan Lippert Keltz (* 17. Januar 1988 in New York City, New York) ist ein US-amerikanischer Filmschauspieler.

## Leben
Jonathan Keltz wurde als Sohn eines polnischen Vaters und einer deutschen, aus Hamburg stammenden Mutter in New York geboren. Keltz wurde im jüdischen Glauben seines Vaters erzogen. Nach der Vorschule zog die Familie von New York City nach Woodstock, wo er die Schule in Poughkeepsie besuchte. Nach der Highschool zog er mit seinen Eltern ins kanadische Toronto, wo er die Northern Secondary School absolvierte.
Im Alter von zehn Jahren begann Keltz am Schultheater mit der Schauspielerei, seine erste Filmrolle bekam er 2004, im Alter von 16 Jahren. In einer Episode der kanadischen Jugendserie Radio Free Roscoe erhielt er eine Gastrolle. Es folgten Gastauftritte in Degrassi: The Next Generation und Queer as Folk.
Seitdem Keltz seinen Wohnsitz nach Los Angeles verlegt hat, steht er auch in US-amerikanischen Serien wie CSI: Miami und Entourage vor der Kamera.
Von 2013 bis 2017 zählte Keltz zu einem der Hauptdarsteller der Historienserie Reign.

## Filmografie (Auswahl)
- 2007: Enttarnt – Verrat auf höchster Ebene (Breach)
- 2007: American Pie präsentiert: Die College-Clique (American Pie Presents: Beta House)
- 2009: Die Entführung meines Vaters (Dadnapped)
- 2009–2011: Entourage (Fernsehserie)
- 2011: Prom – Die Nacht deines Lebens (Prom)
- 2013: 21 & Over
- 2013: Murdoch Mysteries (Fernsehserie, 1 Folge)
- 2013–2014: Republic of Doyle – Einsatz für zwei (Republic of Doyle, Fernsehserie, 9 Folgen)
- 2013–2017: Reign (Fernsehserie, 51 Folgen)
- 2018: Cardinal (Fernsehserie, 6 Folgen)
- 2021: Fit for a Prince (Fernsehfilm)